# Carlos Eloy
Carlos Eloy Carvalho Guimarães ComMM (Pompéu, 3 de junho de 1935) foi um advogado e político brasileiro. Por Minas Gerais, foi deputado federal e estadual durante dois e quatro mandatos, respectivamente.
Em 1960 formou-se advogado pela Faculdade de Direito da Universidade Federal de Minas Gerais.
Foi auxiliar do gabinete civil do governador Magalhães Pinto em 1961.

Foi deputado estadual à Assembleia Legislativa do Estado de Minas Gerais durante o período de 1963 a 1979 - 
da 5ª à  
8ª legislatura (sendo eleito pela UDN em seu primeiro mandato, e pela ARENA nos demais).

Carlos Eloy foi deputado federal por Minas Gerais durante duas legislaturas na Câmara dos Deputados (1978-1982 e 1982-1986). Ausentou-se da votação da Emenda Dante de Oliveira em 1984 que propunha Eleições Diretas para Presidência da República, faltaram vinte e dois votos para a emenda ser aprovada.
Foi também secretário de Obras Públicas de Minas Gerais, durante o período de 1979 a 1982 e presidente da CEMIG, de 1991 a 1998. Em 1996, Eloy foi admitido pelo presidente Fernando Henrique Cardoso à Ordem do Mérito Militar no grau de Comendador especial.